# Buffalo City Stadium
Buffalo City Metropolitan Stadium (in afrikaans Buffalo City-stadion) è un impianto sportivo polivalente sudafricano di East London, capoluogo della municipalità metropolitana di Buffalo City, nella provincia del Capo Orientale.
Inaugurato nel 1932 come Border Rugby Union Grounds, è passato attraverso vari cambi di denominazione, sia ufficiali che commerciali, e il suo nome attuale risale al 2009.
Nel 1995, con il nome di Basil Kenyon Stadium, ospitò gare della Coppa del Mondo di rugby.
Lo stadio è fin dalla sua inaugurazione la sede della squadra provinciale Border Bulldogs che milita in Currie Cup; ospita anche i Blackburn Rovers, squadra di calcio omonima della più famosa compagine inglese.

## Storia
L'allora Border Rugby Football Union Stadium fu inaugurato nel 1934.
Impianto di casa dei Border  da allora, è costituito da due tribune sui lati lunghi del campo e nessuna gradinata su quelli corti, per una capacità di circa 16000 posti.
Nel 1991 assunse il nome di Basil Kenyon Stadium in omaggio a Basil Kenyon, giocatore del club che capitanò in due occasioni, nel 1949 e nel 1951, il Sudafrica contro la Nuova Zelanda e i British Lions.
Successivamente fu scelto tra le sedi destinate a ospitare la Coppa del Mondo di rugby 1995 affidata al Sudafrica; in tale manifestazione ospitò tre incontri del girone B tra Argentina, Italia e Samoa Occidentali, che ivi giocarono due volte ciascuna.
Nel 2000 cedette per due anni i diritti di naming all'industria tessile Waverley Blankets e fu ribattezzato Waverley Park; grazie all'accordo di sponsorizzazione, fu possibile installare dei tralicci per l'illuminazione del campo da gioco a un costo di circa 1900000 rand.
Il nuovo stadio fu inaugurato con un test match degli Springbok vittoriosi 51-18 contro il Canada in tour.
Negli anni a seguire fu sponsorizzato anche dal gruppo bancario ABSA e rinominato ABSA Stadium con un accordo che durò fino al 2008; a ottobre 2009 la municipalità di Buffalo City, subentrata alla città di East London nella proprietà degli impianti comunali, decretò il cambio di nome dell'impianto in Buffalo City Stadium, che ne è il nome più recente.
Lo stadio ospita anche gli incontri di un club minore di calcio, il Blackburn Rovers F.C., solo omonimo di quello inglese del Lancashire.

## Incontri internazionali di rilievo
Il Sudafrica di rugby ha giocato solo 3 incontri al Buffalo City Stadium tra il 2000 e il 2010, tre vittorie contro, in ordine cronologico, il citato Canada, l'Uruguay (134-3) e l'Italia (55-11); altre tre partite internazionali si tennero durante la summenzionata Coppa del Mondo 1995; più in generale, il Sudafrica ha disputato in tale impianto 3 incontri, Italia, Argentina e Samoa occidentale due ciascuno, Canada e Uruguay uno ciascuno.
In ambito calcistico, invece, solo due volte la nazionale si è esibita in tale stadio.
La prima volta fu nel 2003 quando ivi si tenne uno dei quarti di finale della Coppa COSAFA, che vide i Bafana Bafana soccombere contro lo Zimbabwe 0-1, mentre la seconda, e più recente, fu nel 2017 in occasione di un'amichevole dei sudafricani contro l'Angola.

### Calcio
| Arbitro: | Floriant Raolimanana |

|  |           |            |
|  | Marcatori | 15’ Muhoni |

### Rugby a 15
| Arbitro: | Clayton Thomas |

|                                   |      |                                      |
| Martín 10’ tecnica 35’ Corral 69’ | mt   | 51’ Vaccari 53’ Gerosa 77’ Domínguez |
| Cilley 35’                        | tr   | 51’, 77’ Domínguez                   |
| Cilley 64’, 74’                   | c.p. | 2’, 8’, 31’, 39’ Domínguez           |